# Кирило IV Константинопольський
Кирило IV — Вселенський патріарх у 1711–1713 роках.
Походив із Мітилени. Він мав чудову освіту і багато років був митрополитом Кизікоса.
Його було обрано патріархом у травні 1709 року, але на прохання великого візира Алі-паші Цорлолу патріархом став Афанасій V. Таким чином, Кирило став Патріархом після скинення Афанасія, 4 грудня 1711 року. Він боровся за фінансову реконструкцію Патріархії, але відмовився збільшити внесок у Блискучу Порту, тому був змушений піти у відставку в 1713 році.
Він залишався в Константинополі до своєї смерті в 1728 році.